# إيفان دوديج
إيفان دوديج (بالكرواتية: Ivan Dodig) (ولد في 2 يناير 1985 في موستار، البوسنة والهرسك) هو لاعب كرة مضرب كرواتي محترف متخصص في زوجي الرجال.

## المسيرة المهنية
بدأ دوديج مسيرته الاحترافية عام 2004، وبرز كلاعب زوجي حيث حقق أول ألقابه في 2013. في 2021، حقق لقب أستراليا المفتوحة للزوجي مع فيليب بولاشيك.
في فرنسا المفتوحة 2023، توج بلقب الزوجي مع الأمريكي أوستن كرايسك.

## الإنجازات
الزوجي:
- 20 لقباً في رابطة المحترفين
- بطولة أستراليا المفتوحة للزوجي (2021)
- بطولة دورة فرنسا المفتوحة للزوجي (2023، 2024)
- الميدالية الفضية في أولمبياد طوكيو 2020

المختلط:
- بطولة فرنسا المفتوحة 2024 مع تشان هاو تشينغ